# عبد الملك السياني
عبد الملك علي السيَّاني (1945 - 30 ابريل 2021) وزير، وسياسي وعسكري يمني برتبة فريق أركان حرب، ولد في قرية سيان، مديرية سنحان وبني بهلول جنوب العاصمة صنعاء. عُيِّن عام 1982رئيسًا للجنة العليا لخدمة الدفاع الوطني (الخدمة العسكرية الإلزامية)، وفي 1989 عُيِّن مديرًا للكلية الحربية، وفي 1993 عُيّن رئيساً لهيئة الأركان العامة للقوات المسلحة، وفي 1994 عُيّن وزيراً للدفاع، وفي 1997 عين وزيراً للنقل، وفي 2001 عُيّن عضواً في مجلس الشورى. أشهَرَ «مؤسسة نوح لدراسة العلوم الطبيعية والتاريخية» ومقرها العاصمة صنعاء.

## حياته وتعليمه
في 1958 التحق بمدرسة دار الأيتام في مدينة صنعاء، ثم التحق بالمدرسة المتوسطة، وبعد قيام ثورة 26 سبتمبر اليمنية عام 1962 التحق بكلية الشرطة، وفي 1964 تخرج منها ضمن الدفعة الأولى بعد الثورة برتبة ملازم ثان.
في 1988م نال درجة الماجستير في العلوم العسكرية، من الأكاديمية العسكرية في كلية القيادة والأركان.

## مناصب وأدوار
في حصار السبعين (28 نوفمبر 1967 إلى 7 فبراير 1968م) كان قائداً لموقع «جبل النهدين»، جنوبي صنعاء، وبعد فك الحصار وانتصار الجمهوريين على الملكيين، عُيِّن قائدًا لمواقع «حراز» في محافظة صنعاء لتأمين الطرق من مدينة صنعاء إلى مدينة الحديدة.
وبعد تحقيق الوحدة اليمنية في 22 مايو 1990، عمل أثناء فترة توليه منصب وزير الدفاع (1994-1997)، على دمج القوات المسلحة، وإعادة تموضعها في المواقع الحيوية والمراكز الحدودية للدولة، وشارك في ما عُرف بحرب الانفصال 1994 بحكم منصبه كرئيس لهيئة أركان الجيش.
أثناء فترة احتجاجات 2011 ضد نظام الرئيس علي عبد الله صالح أو ما عرف بثورة الشباب كان منزله الكائن على طريق ميدان السبعين، وهو الساحة التي كانت مخصصة للحشود الموالية للرئيس صالح، يتعرض للقذف بالححارة كل يوم جمعة من قبل أنصار صالح المتجهين للتجمع لميدان السبعين وكانوا أيضاً يهتفون أثناء مرورهم من أمام المنزل بهتافات غير لائقة بحقه ويقومون بتوزيع المنشورات التحريضية ضده، رغم أنه لم يكن حينها ومنذ حوالي عشر سنوات يشغل أي منصب سياسي، كما أنه لم يعلن صراحة تأييده للاحتجاجات، وإنما أبدى تأييده لمطالب الشباب السلمية والمشروعة، متهما الأحزاب السياسية المعارضة بركوب موجة الثورة الشبابية واستغلال مطالب الشباب لتحقيق مكاسب سياسية خدمة لأجندتها الخاصة، الأمر الذي أدى إلى فشل الثورة وعدم تحقيقها الأهداف المرجوة منها،.
تقلد العديد من المناصب الأمنية والعسكرية، منها:
1. مدير أمن قضاء رداع محافظة ذمار (1971 - 1972).
2. مدير أمن قضاء حراز محافظة صنعاء (1972 - 1974).
3. مدير أمن محافظة صعدة (1975 - 1977).
4. مدير أمن محافظة ذمار (1977 - 1978).
5. عين مديرا للامن العام بوزارة الداخلية 1978.
6. عين قائداً للوحدات المركزية سابقا (اللواء الثامن صاعقة تاليا) 1978 - 1981).
7. رئيس اللجنة العليا لخدمة الدفاع الوطني (1982 - 1988).
8. مدير الكلية الحربية (1989-1993).
9. رئيس هيئة الأركان العامة في وزارة الدفاع خلال الفترة 1993-1994.
10. وزير الدفاع خلال الفترة 1994-1997.
11. وزير النقل خلال الفترة 1997-2001.
12. عضو مجلس الشورى (2001 حتى وفاته).

## محاولات اغتياله
تعرض في 5 يوليو 2011 لمحاولة اغتيال فاشلة أثناء مرور موكبه في شارع حده بالقرب من فندق شمر حيث قُتل أحد مرافقيه وأصيب أربعة آخرون إصابات بالغة ومتوسطة متهماً السلطة بوقوفها وراء محاولة الاغتيال، غير أن وزارة الداخلية اليمنية نفت أن تكون لمحاولة الاغتيال دوافع سياسية. وفي يونيو 2015م قصف طيران التحالف العربي منزله الكائن في ميدان السبعين بصنعاء أثناء تواجده في حديقة المنزل وأصيب إصابات متوسطة بينما تم تدمير المنزل مع ملحقاته تدميرّا كاملاً وفي نفس الوقت تم قصف منازله في قريته سيان وفي العاصمة الاقتصادية عدن.

## وفاته
توفي في صنعاء صباح يوم الجمعة 18 رمضان 1442 هجرية، 30 إبريل 2021 إثر مرض عضال، ودفن في جامع الزهراء الذي بناه على نفقته في مسقط رأسه بقرية سيان.